# Christian Mortensen
 (décembre 2010).
Si vous disposez d'ouvrages ou d'articles de référence ou si vous connaissez des sites web de qualité traitant du thème abordé ici, merci de compléter l'article en donnant les références utiles à sa vérifiabilité et en les liant à la section « Notes et références ».
Thomas Peter Thorvald Kristian Ferdinand Mortensen, plus couramment appelé Christian Mortensen, né le 16 août 1882 à Skårup, et mort le 25 avril 1998 à San Rafael, est un supercentenaire américano-danois mort à l’âge de 115 ans et 252 jours. Son record de longévité est battu 14 ans plus tard par Jirōemon Kimura, décédé en juin 2013 à l'âge de 116 ans. Mortensen a été le premier homme à atteindre l’âge de 114 ans, puis de 115 ans de manière avérée.
Il a été baptisé à l’église de Fruering le 26 décembre 1882. En plus de son acte de baptême, d’autres enregistrements comprennent les recensements de 1890 et 1901 au Danemark ainsi que la confirmation de l’Église en 1896.

## Biographie
Christian Mortensen est né d’une famille de tailleurs dans le village de Skårup, près de la ville de Skanderborg au Danemark, le 16 août 1882. Il commence à travailler comme apprenti tailleur à Skanderborg à 16 ans, en 1898, et plus tard, il travailla en tant qu’ouvrier agricole.

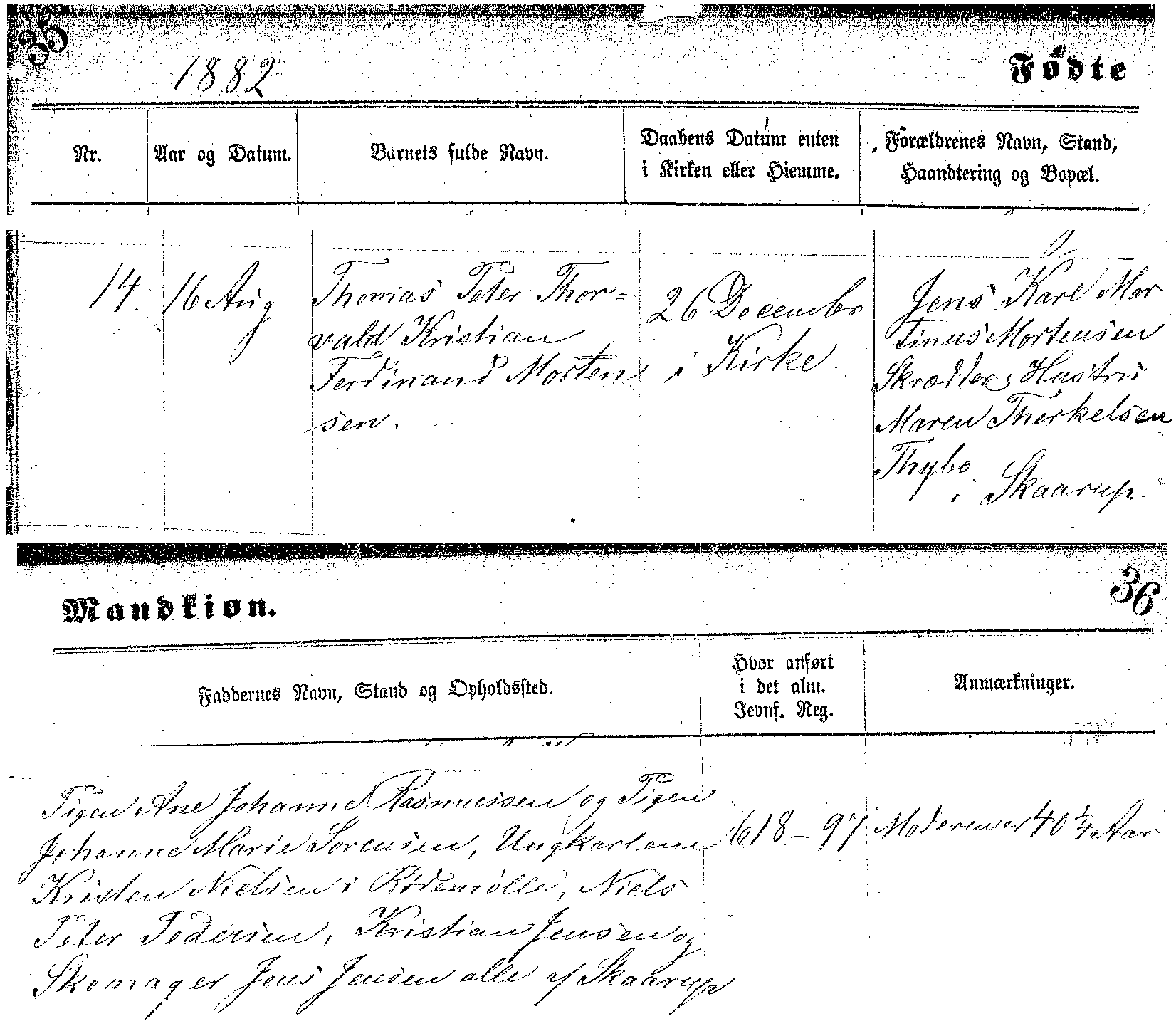

Mortensen a immigré aux États-Unis en 1903. Il a voyagé tout en conservant son travail de tailleur, mais s’installe à Chicago où il avait des parents. Il a travaillé différents métiers, y compris comme laitier pour le lait de Borden, en tant que restaurateur, et ouvrier à l’usine pour la Continental Can Company. Il a été marié pendant au moins dix ans. À la suite de son divorce, sans enfant, il ne se remariera pas.
En 1950, Mortensen se retire près de la baie de Galveston, au Texas. Ensuite, 28 ans plus tard, à l’âge de 96 ans, il déménage dans une maison de retraite de San Rafael, en Californie. Il a affirmé qu’il était parti à bicyclette à la résidence communautaire d’Aldersly, et qu’il comptait y rester. Mortensen y a vécu jusqu’à sa mort en 1998.

## Records de longévité
De nombreux éléments notables caractérisent la longue vie de Mortensen : il fut le premier homme à atteindre l’âge de 114 ans (en 1996), avec documentations à l’appui, et plus tard l’âge de 115 ans (le cas litigieux de Shigechiyo Izumi étant contesté). De même, il conserva le titre d’homme le plus vieux du monde sur une très longue période : quatre ans et 95 jours, période encore inégalée.
Il est le 2e plus ancien émigré jamais répertorié (n'étant dépassé que par Dina Manfredini) et la plus vieille personne de l’histoire du Danemark. Mortensen était le dernier survivant de l’année 1882.

## Santé et style de vie
Mortensen fumait occasionnellement des cigares et insistait sur le fait que fumer avec modération n’était pas malsain. Il préférait un régime végétarien. Il a également bu de l’eau bouillie. Il était aveugle vers la fin de sa vie et passa la plupart de son temps dans un fauteuil roulant en écoutant la radio.
Lors de son 115e anniversaire, Mortensen a donné ses conseils pour une longue vie : « Mes amis, un bon cigare, boire beaucoup d’eau de bonne qualité, pas d’alcool, rester positif, exercer le chant, vont vous garder en vie longtemps ».